# Heimano Bourebare
Heimano Bourebare (Faa'a, 15 maggio 1989) è un calciatore francese nato a Tahiti, centrocampista del Tefana.

## Carriera

### Nazionale
Nel 2009 ha partecipato ai Mondiali Under-20; nel 2012 ha vinto la Coppa d'Oceania, venendo inserito nella lista dei convocati anche per la Confederations Cup del 2013, nella quale gioca da titolare nella partita persa contro la Spagna.

## Palmarès

### Club
- Tahiti Division Fédérale: 2

2010, 2011
- Tahiti Cup: 2

2010, 2011

### Nazionale
Coppa d'Oceania: 1 
2012